# Integritet
Integritet (lat. integritas), znači potpunost, nedijeljivost, besprijekornost, poštenje. Kada se govori o integritetu osobe, tada se misli na ponašanje, i ponajviše, na ono što je u pozadini tog ponašanja, na ono što potiče takvo ponašanje. Imati integritet znači imati bezuvjetnu i nepokolebljivu obvezu prema vlastitim moralnim vrijednostima i dužnostima. Imati integritet znači biti svjestan svoje potpunosti kao ljudskog bića kao i raznolikosti između drugih ljudi.
Integritet uključuje i poštenje, stvarnost, obazrivost i ostale moralne vrijednosti osobe. Integritet se odnosi na potpunost osobe, prihvaćanje svih prisutnih i poznatih raznolikosti. Uz moralne vrijednosti integritet podrazumijeva i osobnu komponentu. Integritet je i rad na osobnom planu, rad na razvijanju osobe u potpunosti. Integritet je i mogućnost samokontrole vlastitih osjećaja i impulsa u toj mjeri da ne prevladaju nad razumom. Jedna od definicija je i da je integritet sposobnost održavanja dostojanstva, kako osobnog tako i dostojanstva drugih ljudi.
Integritet u političkom smislu znači cjelovitost granica jedne države i njezinu nerascjepivost.